# Bernard Petitjean
Bernard Petitjean (ur. 14 czerwca 1829 w Blanzy-sur-Bourbince, zm. 7 października 1884 w Nagasaki) – francuski misjonarz i biskup katolicki, który po dwóch stuleciach sakoku (izolacji Japonii) i zakazu chrześcijaństwa rozpoczął tam ponownie ewangelizację.

## Życiorys
Urodził się 14 czerwca 1829 w Blanzy-sur-Bourbince w Burgundii. Po odbyciu studiów w seminarium duchownym w Autun, przyjął święcenia kapłańskie 21 maja 1853. 11 czerwca 1859 wstąpił do Towarzystwa Misji Zagranicznych w Paryżu. W 1860 na polecenie swych przełożonych udał się do Japonii. Spędził tam najpierw dwa lata na wyspach Riukiu, po czym w 1863 udał się do Jokohamy, a stamtąd do Nagasaki. Tam też zbudował kościół ku czci 26 męczenników japońskich, który oddano do użytku 19 lutego 1865 (obecnie jest to Bazylika 26 męczenników japońskich).
17 marca 1865 do kościoła przybyła grupa chrześcijan zwanych kakure-kirishitan, którzy bez kapłanów przetrwali w ukryciu ponad dwa stulecia antykatolickich prześladowań. Na wieść o tym odkryciu papież Pius IX mianował 11 maja 1866 Bernarda wikariuszem apostolskim Japonii i biskupem tytularnym Myriophylensis. Tego samego roku 21 października otrzymał on sakrę biskupią.
20 czerwca 1876 papież dokonał podziału wikariatu Japonii na Północny (obecnie archidiecezja Tokio) i Południowy (obecnie archidiecezja Nagasaki), którego wikariuszem został mianowany bp Bernard.
Zmarł 7 października 1884 w Nagasaki. Obecnie toczy się jego proces beatyfikacyjny.